# Masdevallia pachyura
Masdevallia pachyura är en orkidéart som beskrevs av Heinrich Gustav Reichenbach. Masdevallia pachyura ingår i släktet Masdevallia och familjen orkidéer. Inga underarter finns listade i Catalogue of Life.

## Bildgalleri

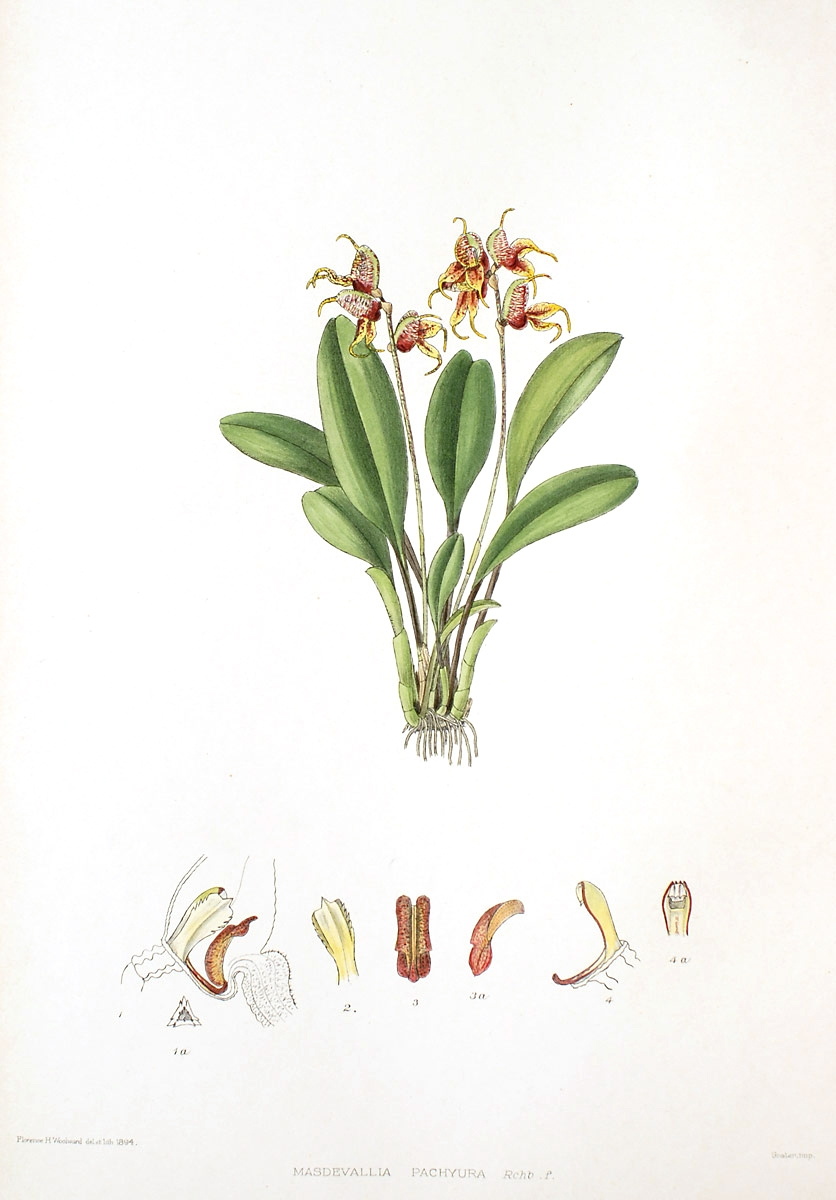